# Hotel California
Hotel California – ballada rockowa zespołu Eagles z albumu o tej samej nazwie. Premiera albumu odbyła się 22 lutego 1977. W 1978 roku piosenka zdobyła Nagrodę Grammy w kategorii najlepszego nagrania roku.

## Popularność
W 2004 roku utwór został sklasyfikowany na 49. miejscu listy 500 utworów wszech czasów magazynu „Rolling Stone”. Gitarowe solo z piosenki zostało umieszczone przez czasopismo „Guitar Magazine” na 8. miejscu. W pierwszym notowaniu (w 1994 roku) listy Top Wszech Czasów Programu Trzeciego Polskiego Radia utwór zajął 15. miejsce. W 2015 roku w 21. edycji Topu Wszech Czasów uplasował się na 23. miejscu.